# Federación de Deportes de Montaña, Escalada y Senderismo del Principado de Asturias
La Federación de Deportes de Montaña, Escalada y Senderismo del Principado de Asturias es la entidad que representa a los Clubes de Montaña federados existentes en el Principado de Asturias, España. Forma parte de la Federación Española de Deportes de Montaña y Escalada como representación autonómica.
Es de su competencia la expedición de las licencias federativas tanto a nivel regional, como nacional e internacional, y la gestión de los refugios de montaña de Asturias y otros inmuebles dedicados al montañismo.
Es la encargada del marcaje de los Senderos de Pequeño Recorrido y Senderos Locales de Asturias, así como su homologación oficial, además de la edición de sus topoguías.

## Actividades
- Día Regional del Senderismo, en mayo.
- Festividad de San Bernardo de Menthon, en junio.
- Marcha Regional de Veteranos, en septiembre.
- Gala del Montañismo Asturiano, en noviembre.
- Belén de Cumbres, en diciembre.

## Competiciones homologadas
- Carreras por Montaña 
  - Cayon Trail
  - Trail de Peñamayor
  - Puerta de Muniellos (Moal)
  - La Pisada del Diantre
  - El Diantrín
  - Trail del Alto Aller
  - Subida al Picu Pienzu
  - Travesera Integral Picos de Europa(homologación FEDME)
  - Traveserina
  - Trail de Macizo de Ubiña
  - Allande Extremo
  - Carrerona del Agua
  - Resistencia Nembra Reino Astur
  - EDP DesafiOSOmiedo
  - Trail Valgrande Pajares
  - Quebrapates Peña Mea
  - Ultra Trail Güeyos del diablo (homologación FEDME)
  - Trail Valle de Samuño
  - San Silvestre Nembra